# Blomska stipendiet

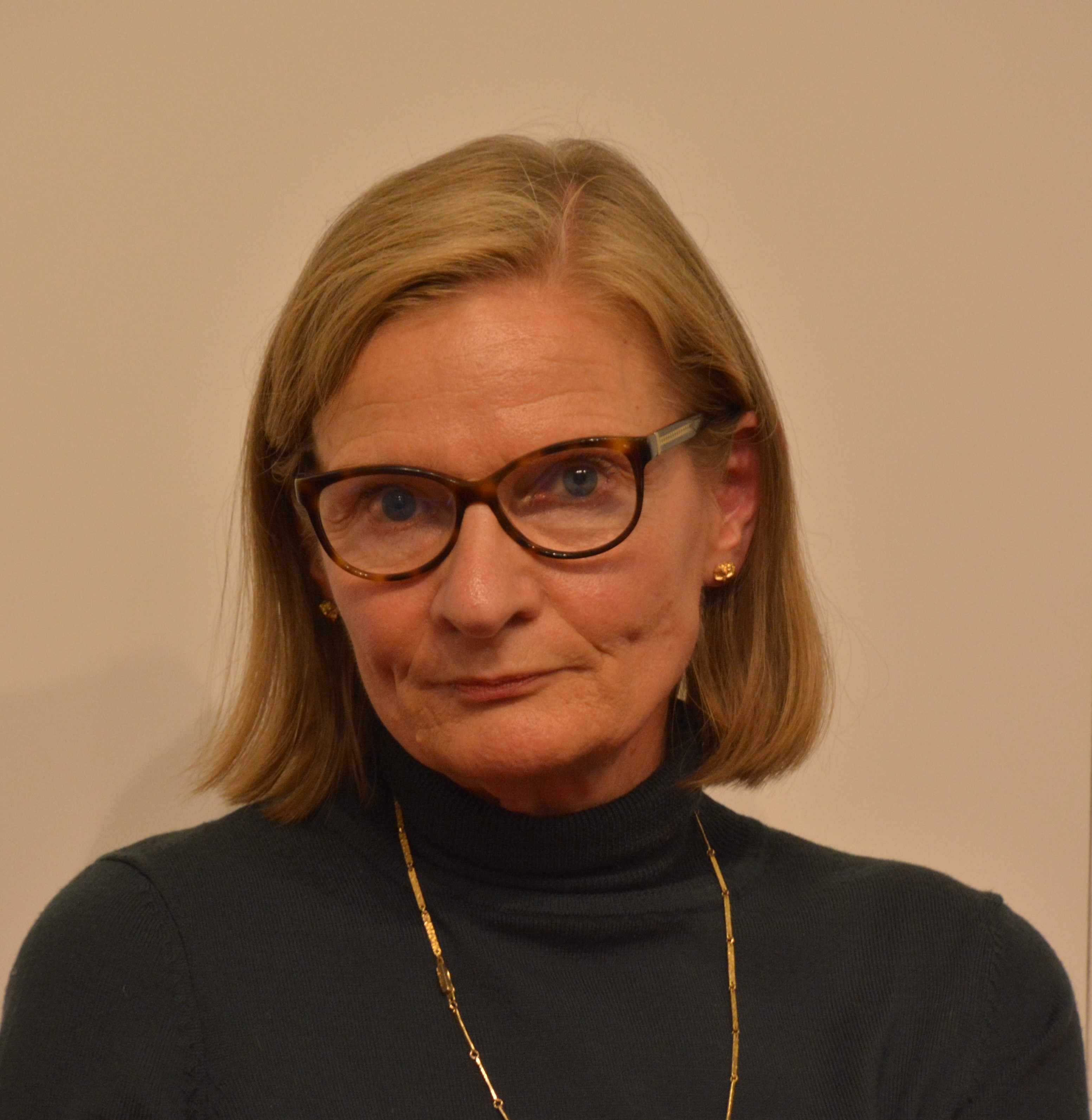
Pia Forssell, stipendiat 2016

Blomska stipendiet utdelas av Svenska Akademien och utgår vartannat år ur en fond bildad 1945 av donationsmedel efter makarna Edward och Eva Blom och skall med den tidens formulering tilldelas ”personer, vilka på ett mera framträdande sätt gjort sig förtjänta om svenska språkets rykt och ans”. År 2022 var stipendiebeloppet 50 000 kronor.
De senaste mottagarna av priset har varit:
- 1998 Benny Brodda
- 2000 Barbro Söderberg
- 2002 Jan Svensson
- 2004 Börje Tjäder
- 2006 Peter Cassirer
- 2008 Lena Peterson
- 2010 Hugo Karlsson
- 2012 Barbro Ståhle Sjönell
- 2014 Ann-Marie Ivars
- 2016 Pia Forssell
- 2018 Lars Holm[2]
- 2020 Staffan Fridell [3]
- 2022 Ola Karlsson[4]
- 2024 Åsa Holmér[5]